# Gert Jensen
Gert Jensen (født 13. februar 1948) er en tidligere dansk fodboldspiller.
Gert Jensen var forsvarspillere i Vejle Boldklub, hvor han debuterede 16. marts 1969 mod Åtvidabergs FF og spillede sin afskedskamp 2. november 1977 mod PAOK Thessaloniki.
Han opnåede 182 kampe og scorede 3 mål. 1971 og 1972 var han med til at vinde Danmarksmesterskabet med VB.